# Широкие Нивы
Широкие Нивы — посёлок в Сальском районе Ростовской области России.
Входит в Гигантовское сельское поселение.

### Улицы
| - ул. Береговая, - ул. Восточная, - ул. Ленина, - ул. Северная, | - ул. Центральная, - ул. Школьная, - ул. Энгельса, - ул. Южная. |

## История
В 1987 году указом ПВС РСФСР поселку восьмого отделения зерносовхоза «Гигант» присвоено наименование Широкие Нивы.

## Население
| 2010 |
| ---- |
| 363  |